# Luis Carlos de Schleswig-Holstein-Sonderburg-Franzhagen
El Duque Luis Carlos de Schleswig-Holstein-Sonderburg-Franzhagen (4 de junio de 1684 - 11 de octubre de 1707) fue un noble alemán. Era el segundo hijo del Duque Cristián Adolfo de Schleswig-Holstein-Franzhagen y su esposa, la Duquesa Leonor Carlota de Sajonia-Lauenburgo-Franzhagen.
En 1707, sucedió a su hermano mayor Leopoldo Cristián como Duque de Schleswig-Holstein-Sonderburg-Franzhagen. Sin embargo, murió posteriormente ese mismo año.
Contrajo matrimonio con Ana Dorotea de Winterfeld. Tuvieron dos hijos conjuntamente:
- Leonor Carlota (2 de septiembre de 1706 - 9 de febrero de 1708)
- Cristián Adolfo (16 de septiembre de 1707 - 26 de marzo de 1709)

su hijo Cristián Adolfo sucedió como Duque de Schleswig-Holstein-Sonderburg-Franzhagen. Con su muerte en 1709, se extinguió la línea de Schleswig-Holstein-Sonderburg-Franzhagen.